# Gare de Vierzon-Forges
Ne doit pas être confondu avec Gare de Vierzon-Ville.
La gare de Vierzon-Forges est une gare ferroviaire française, des lignes des Aubrais - Orléans à Montauban-Ville-Bourbon et de Vierzon à Saincaize, située sur le territoire de la commune de Vierzon, dans le département du Cher, en région Centre-Val-de-Loire.
C'est une halte de la Société nationale des chemins de fer français (SNCF) desservie par les trains du réseau TER Centre-Val de Loire.

## Situation ferroviaire

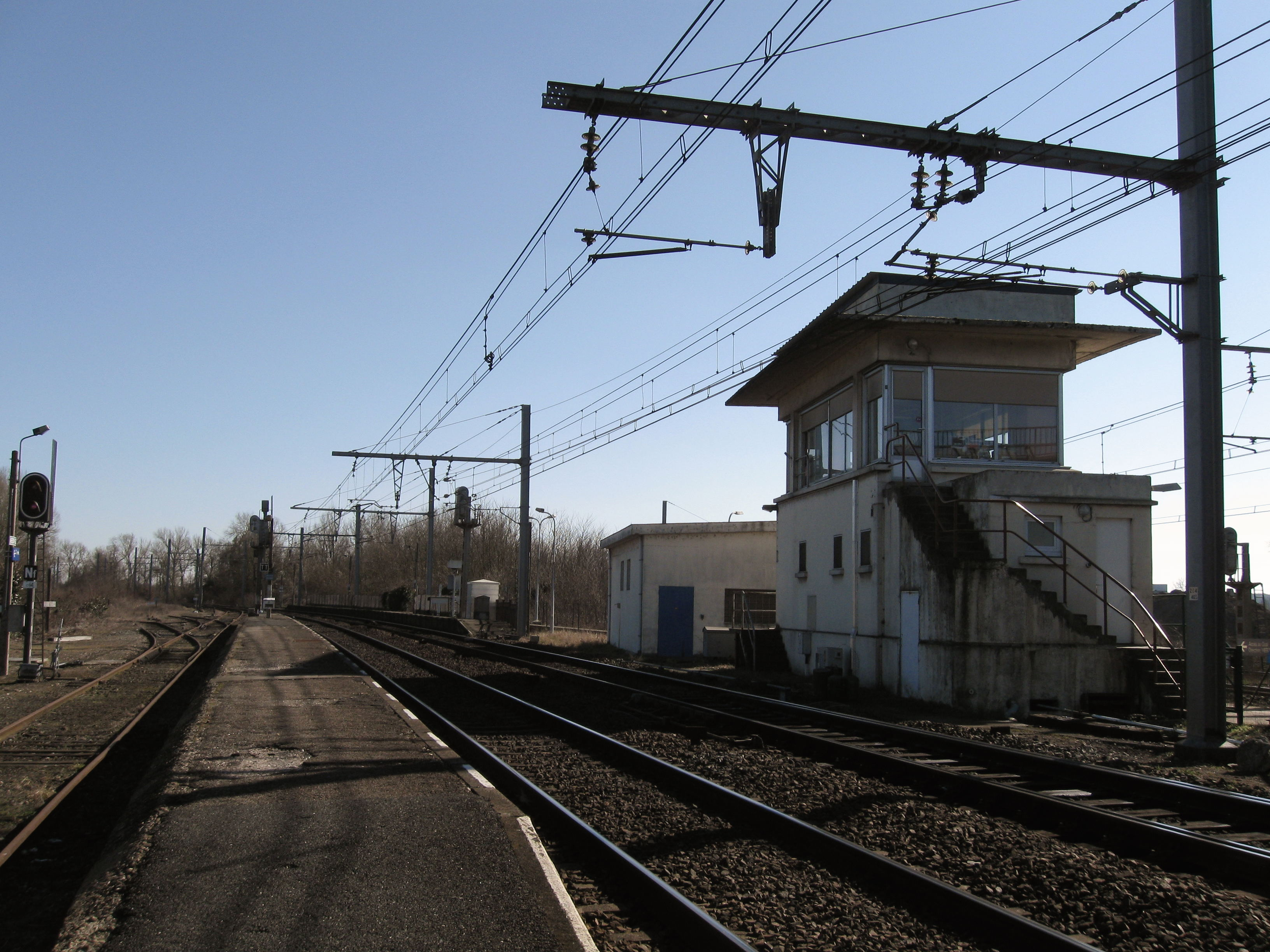
Vue en direction de Bourges.

Établie à 105 mètres d'altitude, la gare de Vierzon-Forges est située au point kilométrique (PK) 204,728 de la ligne des Aubrais - Orléans à Montauban-Ville-Bourbon, entre les gares ouvertes de Vierzon-Ville et de Reuilly. Elle est séparée de cette dernière par la gare aujourd'hui fermée de Chéry - Lury.
Gare de bifurcation, elle est également située au PK 204,900 de la ligne de Vierzon à Saincaize, entre les gares ouvertes de Vierzon-Ville et de Foëcy.

## Histoire
Une première gare, située sur les communes de Vierzon-Ville et de Vierzon-Villages, est ouverte dès 1847. Ce nœud ferroviaire important est cependant éloigné du quartier des Forges, érigé en commune en 1908, où se situent la plupart des usines vierzonnaises. Le maire de Vierzon-Forges Louis Vigé (1911-1917) conduit alors des négociations pour que soit construite cette seconde gare, à proximité du canal de Berry. Cette gare de marchandises, bientôt ouverte aux voyageurs, est ouverte en 1921.

## Fréquentation
De 2015 à 2023, selon les estimations de la SNCF, la fréquentation annuelle de la gare s'élève aux nombres indiqués dans le tableau ci-dessous.
| Année     | 2015  | 2016  | 2017  | 2018  | 2019  | 2020  | 2021  | 2022  | 2023  |
| --------- | ----- | ----- | ----- | ----- | ----- | ----- | ----- | ----- | ----- |
| Voyageurs | 2 816 | 1 812 | 1 533 | 1 138 | 1 940 | 1 644 | 2 773 | 3 307 | 4 886 |

## Service des voyageurs

### Accueil
Halte SNCF, c'est un point d'arrêt non géré (PANG) à entrée libre.
Elle est équipée de deux quais latéraux : le quai 1 dispose d'une longueur utile de 85 m et le quai 2 d'une longueur utile de 105 m. Aucun des deux quais ne possède d'abri voyageurs. Le changement de quai se fait par le passage sur un pont routier, située à proximité.

### Desserte
En 2012, la halte est desservie par la relation commerciale Vierzon - Bourges (TER Centre-Val de Loire).

### Intermodalité
La halte est desservie par la ligne 3 du réseau de bus Le Vib. Un parking pour les vélos y est aménagé.

## Galerie de photographies

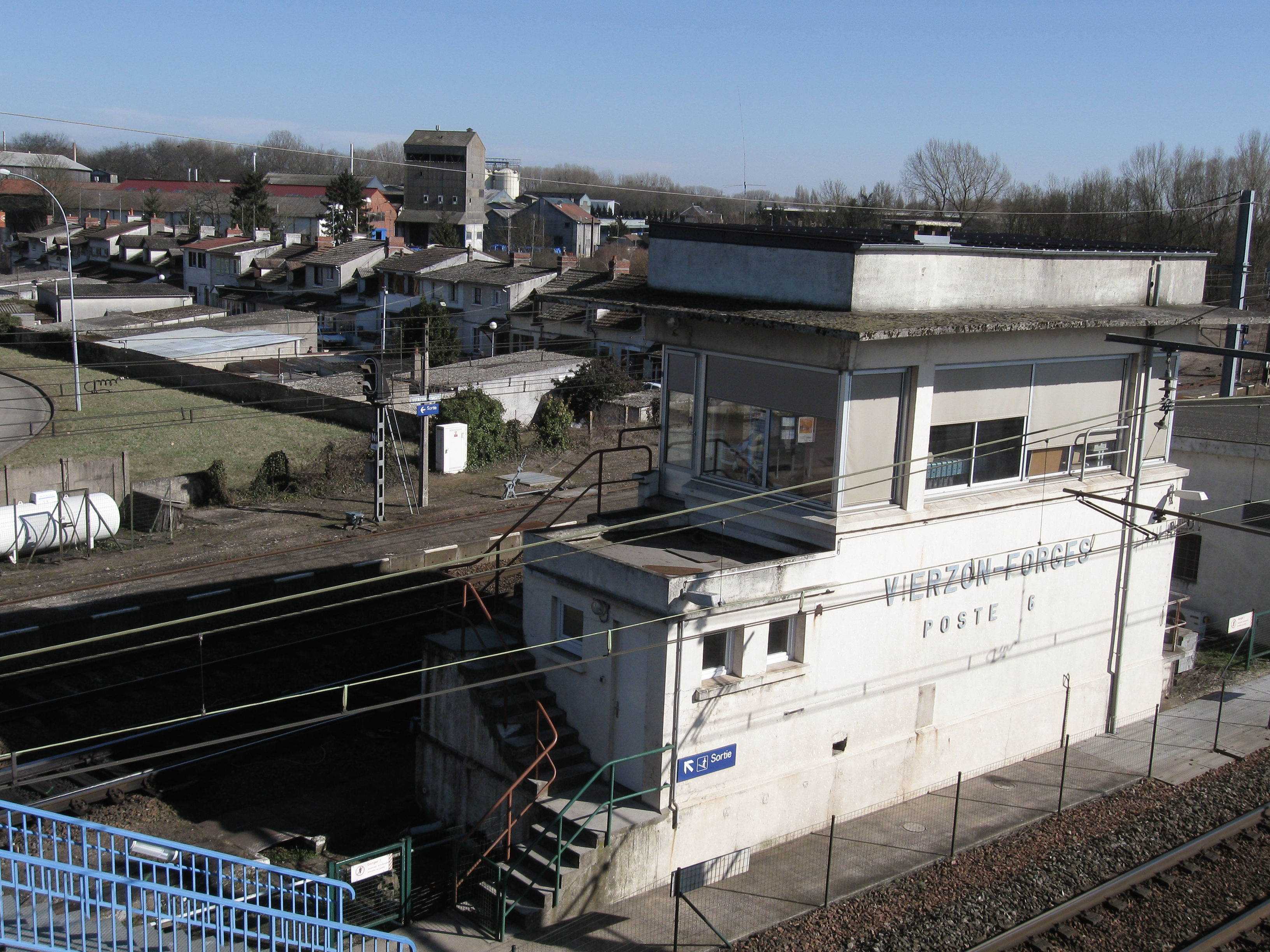
Le poste 6 : Vierzon-Forges.
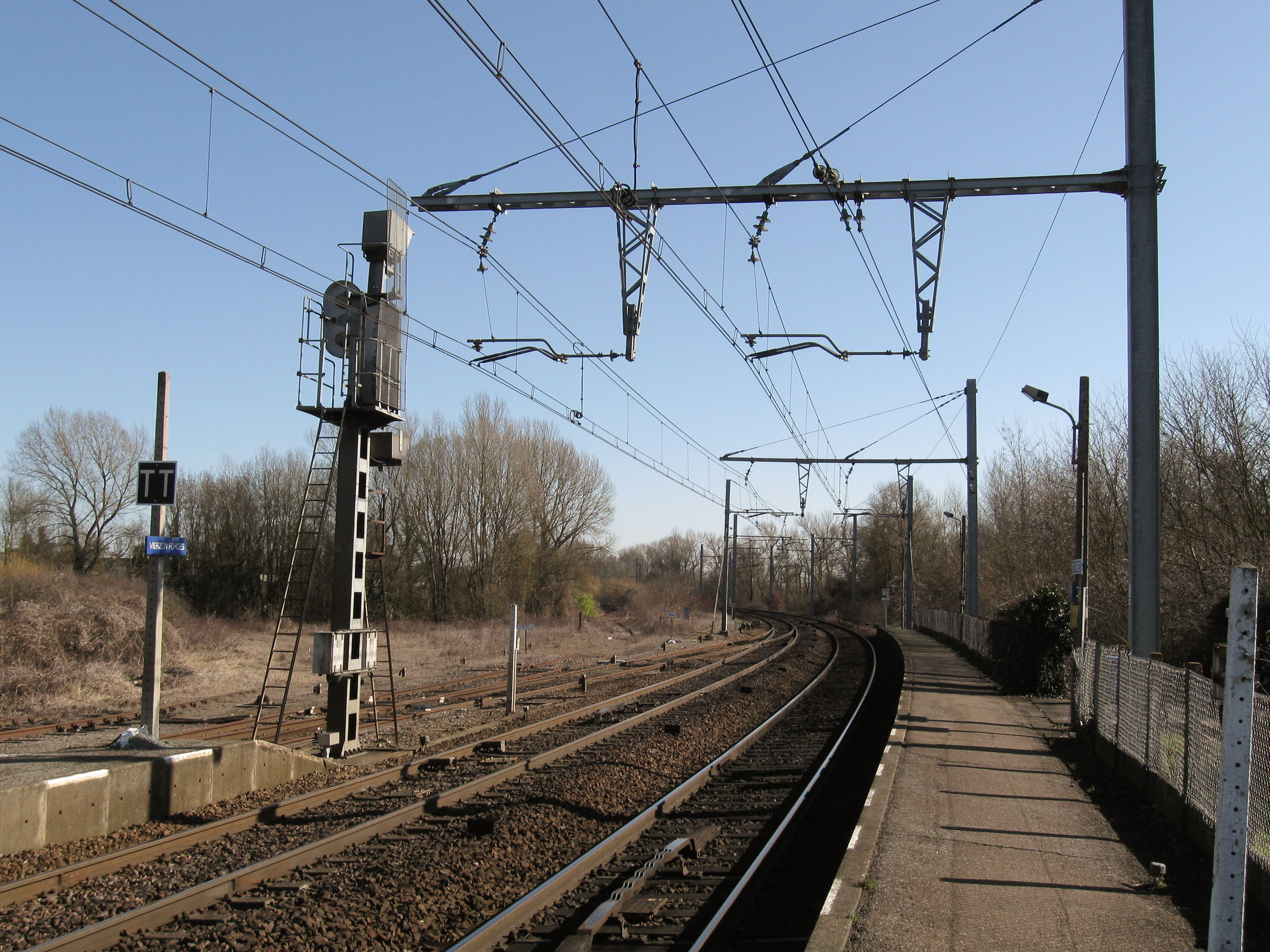
Vue en direction de Foëcy.